# Puerto Gaitán
Puerto Gaitán es un municipio colombiano del departamento Meta ubicado en la región del río Manacacias y es uno de los municipios con mayor área del país con 17.499 km². Está a 212 kilómetros al oriente de Villavicencio y es una de las regiones petroleras por excelencia. Fundado el 11 de febrero de 1932. 

## Historia
Población fundada por los venezolanos Pedro Capellán Ventura Alvarado y Concepción Izanoboco, el 11 de febrero de 1932. Llegaron atraídos por un anuncio de la puesta en marcha de un ferry sobre el río Manacacías para transportar mercancías y personas entre Puerto Carreño en el Vichada y Villavicencio. Ellos observaron numerosas plantaciones de majaguillo, un árbol propio de la región, que fue el primer nombre de la población hasta 1960 cuando lo nombraron inspección de policía del municipio de Puerto López.
La Asamblea Departamental del Meta en el año 1969, mediante  ordenanza No 039, erigió el municipio con el nombre de Puerto Gaitán, en honor del Caudillo del pueblo Jorge Eliécer Gaitán 
En la ordenanza se indicó que a partir del primero de enero de 1970 tendría la categoría de municipio.
Personalidades que intervinieron en el proceso de erección del municipio de Puerto Gaitán fueron el gobernador departamental Miguel Dávila, el primer alcalde Germán Castillo Quiroga y quien nombró el primer gabinete municipal, el personero Manuel Talero, la tesorera Ana Rosa Moreno, el juez municipal Ovidio León Ballestas y el secretario de la alcaldía Jorge Eliécer Riaño. El ejército, asociado con los cuerpos de paz colaboraron con las primeras construcciones como el palacio municipal y parte del hospital. El alcalde actual del municipio es Luis Cesar Perez Gaitan
Hasta hace algo más de una década en Puerto Gaitán no había ni agua corriente, ni servicio de cloacas, ni provisión constante de electricidad. El trayecto por carretera de poco menos de 200 kilómetros desde Villavicencio, podía llevar unas tres a cuatro horas.

### Boom petrolero
Puerto Gaitán comenzó una transformación con el ''boom'' petrolero a principios del siglo XXI que colocó a Colombia entre los 20 mayores productores del mundo. Tras la crisis petrolera a mediados de 2014, Puerto Gaitán perdió recursos.
Cuando el precio del barril de petróleo subió hasta US$110 en 2011, el municipio recibió más de US$60 millones en regalías, pasando de ser el más pobre del departamento del Meta a uno de los más ricos del país en ingreso per cápita.
Durante la bonanza llegaron a Puerto Gaitán personas procedentes de diferentes partes del país atraídos por los salarios de al menos el doble del salario mínimo colombiano. Poco a poco llegó el agua corriente, la electricidad 24 horas al día, y se asfaltaron las calles.
En junio de 2014 empezó una caída del precio internacional del crudo, que a mediados de 2015 se encontraba en torno a US$50-60 el barril. Desde entonces entre 10.000 y 15.000 personas se han ido del municipio, el turismo disminuyó y el comercio es uno de los sectores más afectados de la región.

## División Político-Administrativa
Su Cabecera municipal se encuentra dividido en los siguientes barrios: Bello Horizontes, Carimagua, Centro, Galán, La Esperanza, Las Palmas, Nueva Jerusalén, Paraíso Natural, Perlas del Manacacías, Triunfo, Vencedores, Villa Amalia, Villa Ortiz. 
Puerto Gaitán tiene bajo su jurisdicción los siguientes centros poblados:
- Alto Tillavá
- Domo Planas
- El Porvenir
- La Cristalina
- Murujuy
- Puente Arimena
- Puerto Trujillo
- San Miguel
- San Pedro de Arimena

## Geografía

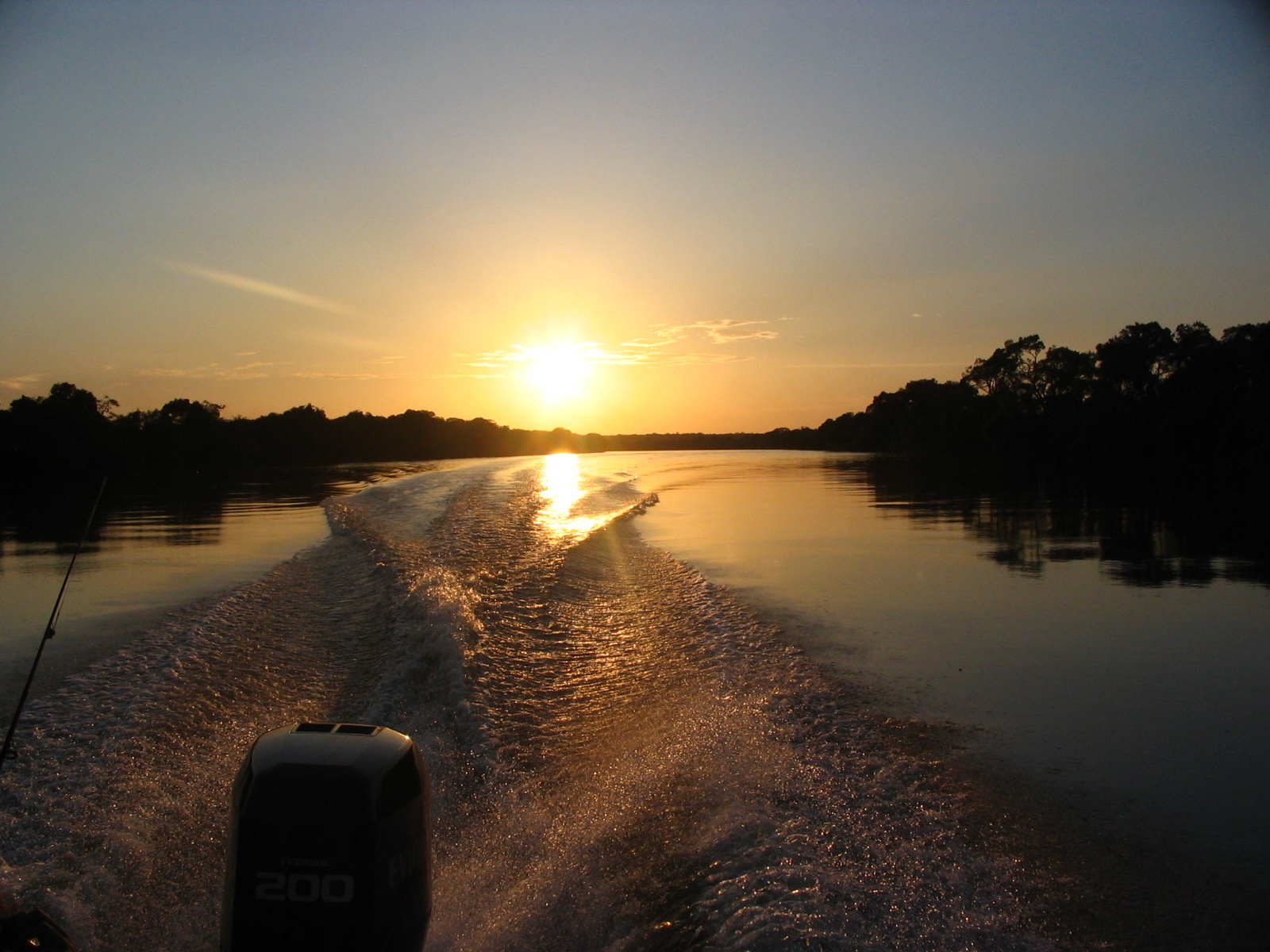
Río Manacacías.

Cuarto municipio con extensión territorial en Colombia y primero en el departamento del Meta. Se encuentra en el extremo nororiente del departamento. 
Es un rectángulo irregular demarcado por el río Meta al norte; el río Manacacias y el río Yucao al occidente; el río Iteviare al sur y al Oriente por una línea recta, atravesada por el río Planas, tras su confluencia con el Tillavá y antes de desembocar en el río Vichada. Topográficamente hace parte de una extensa zona de estructura plana conocida de sabana conocida como la Altillanura, cuyo eje articulador principal es el río Meta, en la cuenca del Orinoco.

### Límites del municipio
Puerto Gaitán está delimitado por varios municipios de su propio departamento y al norte con Casanare y al oriente con Vichada
| Noroeste: Puerto López (Ríos Yucao y Manacacías)               | Norte: Maní y Orocué ( Casanare) (Río Meta) | Nordeste: Santa Rosalía ( Vichada) (Meridiano 71°.06' Oeste) |
| Oeste: Límite entre Puerto López y San Martín (Río Manacacías) |                                             | Este: Cumaribo ( Vichada) (Meridiano 71°.06' Oeste)          |
| Suroeste: San Martín (Río Manacacías)                          | Sur: Mapiripán (Río Iteviare)               | Sureste: Mapiripán (Río Iteviare)                            |

## Economía
Entre las principales actividades económicas de la región se pueden encontrar:
- Ganadería
- Pesca
- Explotación de hidrocarburos
- Agricultura
- Turismo y recreación

Previo al inicio de explotación de petróleo, el municipio era catalogado como uno de los más pobres del país y contaba con una economía de subsistencia para sus habitantes. Además, era conocido como un corredor para actividades ilícitas relacionadas al narcotráfico que tuvo al municipio inmerso en el conflicto armado y dejó como resultado a varios de sus habitantes despojados de sus tierras y una gran concentración de terreno por parte de los líderes de grupos al margen de la ley.
A comienzos del siglo XXI, el gobierno de Colombia emitió el decreto 1760 de 2003 mediante el cual modificó y creó nuevas entidades para promover la explotación de hidrocarburos en el país. También se incluía en el decreto el respaldo que tendría la actividad por parte de la fuerza pública para garantizar su operación. Después de haberse expedido el decreto, el municipio pudo ver como empresas multinacionales llegaban y daban inicio al mencionado boom petrolero que lo llevaría a ser considerado uno de los municipios con mayor asignación de recursos por concepto de regalías en el año 2018.
A pesar del crecimiento y desarrollo económico del municipio, en la actualidad aún enfrenta grandes desafíos como la acumulación de tierras, el desarrollo urbano y la alta dependencia a la actividad de hidrocarburos. Este último, lo llevó a entrar en crisis en el 2014 cuando el precio del barril de crudo cayó y la población que había sido atraída por esta industria dejó el municipio.

## Cultura

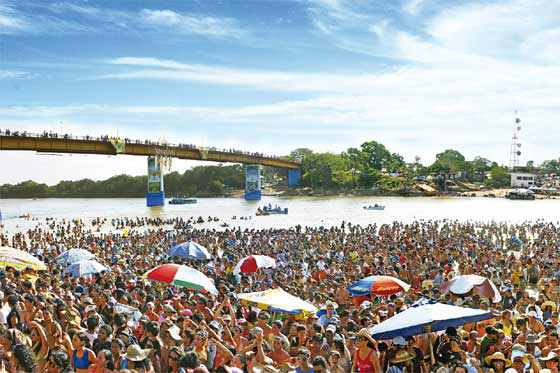
Festival de Verano.

En el municipio habita el pueblo indígena Sikuani. Este pueblo originario celebra el festival del cachirre, que tiene como objetivo rescatar y conservar la cultura indígena y conservación de la lengua. También existen comunidades de otros pueblos indígenas como Piapoco y Sáliba, que viven en el resguardo Corozal-Tapaojo. 
Dos festivales forman parte de la identidad cultural de esta joven ciudad llanera:
- Festival de Verano Manacacías: Este festival cuenta con más de 55.000 turistas que visitan el municipio los primeros días de enero de cada año para disfrutar de un programa variado que incluye: presentaciones de artistas musicales, competencias de deportes extremos, el concurso de modelaje "la chica de verano", competencias fútbol y voleibol de playa, competencias acuáticas, y otras actividades que demuestran la importancia de este festival gaitanense. En la vera del río Manacacías se han presentado artistas como Marc Anthony, Juan Luis Guerra, Daddy Yankee, Willie Colón, Shaggy, J Balvin, Sebastián Yatra, Romeo Santos, entre otros.[4][11][12]

- Festival Internacional de la Cachama: Se celebra en las fechas 11, 12 y 13 del mes de mayo. Este festival se caracteriza por resaltar la tradición, la cultura y el folclor llanero. También se rinde homenaje al pez cachama, el cual es considerado como una insignia del municipio.

## Educación
En la zona urbana del municipio se encuentran las instituciones educativas de educación primaria y secundaria públicas Camilo Torres, Luis Carlos Galán, Luis Antonio Pérez y Jorge Eliecer Gaitán, y las privadas como el Colegio Antonio Nariño, San Juan Bosco, entre otras. La institución educativa Jorge Eliecer Gaitán cuenta con más de 1500 estudiantes y durante un periodo de tiempo fue la única institución que contaba con educación secundaria. Debido al crecimiento exponencial de la población del municipio, principalmente atraída por las actividades petroleras de la región, las instituciones educativas públicas han excedido sus capacidades y viven hoy en día una crisis de hacinamiento y nivel académico. 
En cuanto a educación superior, el municipio no cuenta con ninguna sede o institución educativa. Sin embargo, cuenta con una sede del SENA que imparte cursos técnicos.

## Movilidad
A Puerto Gaitán lo conecta con la Ruta Nacional 40 con la capital departamental al occidente hasta Puerto Carreño al oriente. También está el río Manacacías que le permita tener conexión fluvial con distintos municipios del Meta, Casanare y Vichada 

## Servicios públicos
- Energía Eléctrica: Electrificadora del Meta (EMSA), es la empresa prestadora del servicio de energía eléctrica.
- Gas Natural: Llanogas, es la empresa distribuidora y comercializadora de gas natural en el municipio.